# Dolná Seč
Dolná Seč (in ungherese Alsószecse) è un comune della Slovacchia facente parte del distretto di Levice, nella regione di Nitra.